# 4718 Аракі
4718 Аракі (1990 VP3, 1977 DM1, 1977 GD, 1982 RP1, 1986 VM3, 1988 CC7, 4718 Araki) — астероїд головного поясу, відкритий 13 листопада 1990 року.
Тіссеранів параметр щодо Юпітера — 3,521.